# Parque Nacional Pukaskwa

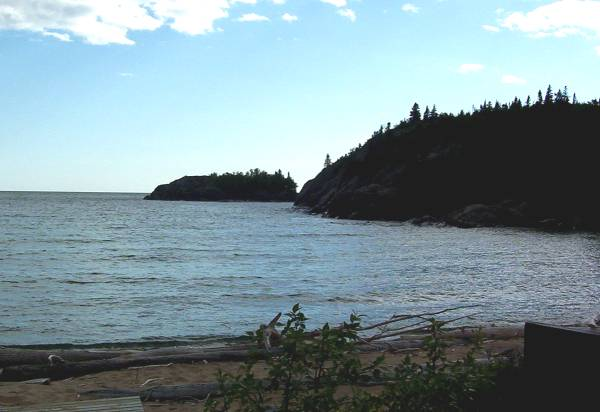
Baía Horseshoe

O Parque Nacional Pukaskwa localiza-se no sul do município de Marathon na província de Ontário, Canadá. Foi estabelecido em 1983 e é conhecido pela visão, que se tem do local, do Lago Superior e da florestas boreais. Cobre uma área de 1.878 km² e é o maior parque nacional em Ontário. Existe uma pequena população de caribus no local e outros animais selvagens como ursos negros, alces e lobos cinzas. O parque visa proteger o ecossistema local que inclui a floresta Boreal e as margens do Lago Superior.